# Shaft (album)
Shaft è un doppio album del musicista soul statunitense Isaac Hayes, pubblicato nel 1971 da Enterprise Records come colonna sonora del film della Metro Goldwyn Mayer Shaft il detective. Maggiore successo commerciale e di critica di Hayes, Shaft è il suo lavoro più conosciuto e l'album più venduto di sempre da parte dell'etichetta Stax Records. Quarto lavoro consecutivo di Hayes a raggiungere il primo posto tra gli album R&B, restandoci per 14 settimane consecutive nel 1971, Shaft ottiene la certificazione di disco d'oro da parte della RIAA nel settembre del 1996: è l'ultimo sforzo di Hayes a ottenere una certificazione.
Il singolo Theme from Shaft diviene il più grande successo commerciale dell'artista, raggiungendo il primo posto nella Billboard Hot 100, vincendo due Grammy e il Premio Oscar nel 1972. Inoltre, il disco gli vale un ulteriore Grammy come miglior colonna sonora nel 1972 e la nomination come miglior colonna sonora agli Oscar dello stesso anno.
Nel 2014, Shaft è aggiunto al National Recording Registry della Biblioteca del Congresso per il essere «culturalmente, storicamente o esteticamente rilevante».
| Recensione       | Giudizio |
| ---------------- | -------- |
| AllMusic         | [ 1 ]    |
| Robert Christgau | C+       |
| Pitchfork        | [ 5 ]    |
| Q                | [ 6 ]    |

## Tracce
Lato A
1. Theme from Shaft – 4:39
2. Bumpy's Lament – 1:51
3. Walk from Regio's – 2:24
4. Ellie's Love Theme – 3:18
5. Shaft's Cab Ride – 1:10

Lato B
1. Cafe Regio's – 6:10
2. Early Sunday Morning – 3:49
3. Be Yourself – 4:30
4. A Friend's Place – 3:24

Lato C
1. Soulsville – 3:48
2. No Name Bar – 6:11
3. Bumpy's Blues – 4:04
4. Shaft Strikes Again – 3:04

Lato D
1. Do Your Thing – 19:30
2. The End Theme – 1:56